# Jean Ralaimongo

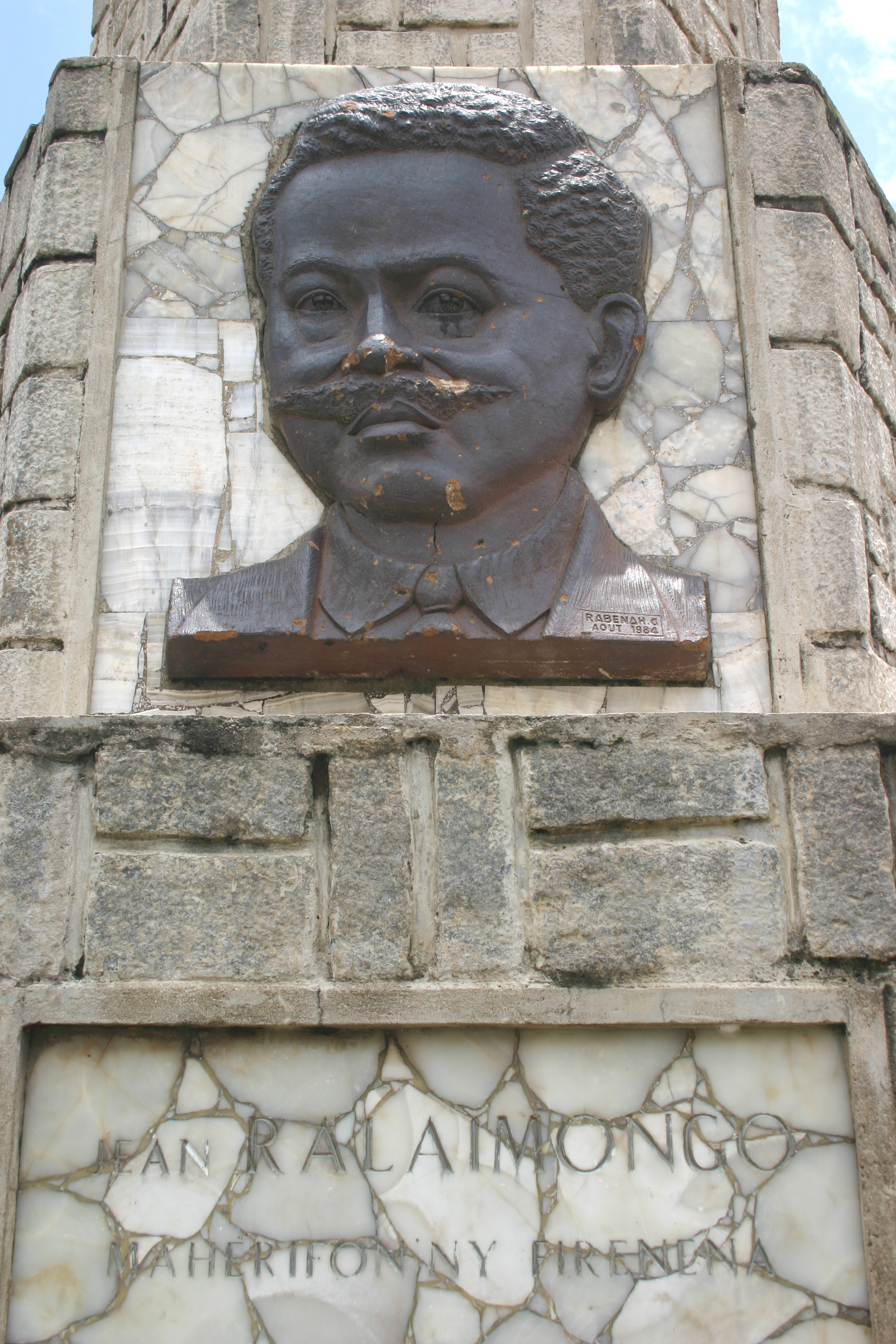
Monument över Ralaimongo.

Jean Ralaimongo, född 1884 i trakterna kring Fianarantsoa, död 1943, var en madagaskisk lärare, journalist och politisk aktivist. Han var medgrundare till separatiströrelsen Vy Vato Sakelika, och blev en ledande figur i den madagaskiska självständighetsrörelsen under 1920-talets slut. 

## Biografi
Ralaimongo var med och grundade Vy Vato Sakelika under 1910-talet, en organisation som kämpade för Madagaskars självständighet. Ralaimongo var dock inte nödvändigtvis en nationalistisk aktivist vid den här tidpunkten, utan kämpade snarare för assimilering, det vill säga göra Madagaskars invånare till franska medborgare och ön till ett franskt departement. Trots detta dömdes han för uppvigling, och för att undkomma fängelsestraff flydde han till Paris. Där inledde han en journalistisk karriär, och grundade bland annat tidningen L'Opinion.
När det blev tydligt för Ralaimongo och andra Madagaskar att assimilering inte var möjligt blev separatiströrelsen alltmer nationalistisk. Mellan 1923 och 1929 bodde han i Antsiranana på Madagaskars nordkust, och började där att experimentera med olika former av kamp mot det franska kolonialimperiet. Under Ralaimongos ledning växte den antikoloniala rörelsen. 1929 blev han en ledande figur i självständighetsrörelsen, efter att omfattande demonstrationer hade brutit ut i samband med ett tal efter en teaterpjäs. Efter dessa demonstrationer satt Ralaimongo i husarrest under stora delar av 1930-talet.

## Eftermäle
Ralaimongos liv blev 1963 föremål för vad som tros vara den första biografin över en madagaskisk politiker, genom Jean-Pierre Domenichinis Jean Ralaimongo et l'origine du mouvement national malgache (Jean Ralaimongo och den nationella madagaskiska rörelsens ursprung).